# Doissat
Doissat – miejscowość i gmina we Francji, w regionie Nowa Akwitania, w departamencie Dordogne.
Według danych na rok 1990 gminę zamieszkiwało 125 osób, a gęstość zaludnienia wynosiła 8 osób/km² (wśród 2290 gmin Akwitanii Doissat plasuje się na 1051. miejscu pod względem liczby ludności, natomiast pod względem powierzchni na miejscu 725.).